# Юсси (премия)

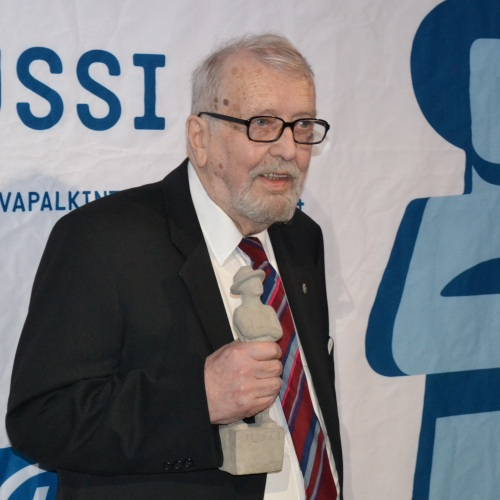
Семикратный победитель премии Юсси Матти Кассила во время очередного награждения

Юсси (фин. Jussi) — финская национальная кинопремия, основанная в 1944 году. Премия «Юсси» вручается наиболее выдающимся деятелям финского кинематографа по итогам года. Решение о награждении премией принимает организация профессиональных работников кино Filmiaura. Победителю вручается гипсовая статуэтка Юсси. Её автор — скульптор Бен Ренвалль (1903—1979). Статуэтка представляет собой фигуру стоящего мужчины. «Юсси» является одной из самых старых кинопремий Европы.
Популярность премии менялась в разное время. В 1940-е и 1950-е годы получить её было очень престижно, но ситуация изменилась в 1960-е и 1970-е годы. Престиж премии стал понемногу восстанавливаться в 1980-е годы благодаря регулярным телетрансляциям церемоний награждения и в 1990-е годы благодаря подъёму финского кино. В настоящее время премия «Юсси» вручается полнометражным финским фильмам в 15 номинациях.
В 2020 году в связи с распространением в стране коронавируса церемония вручения премии была перенесена с марта на 14 октября.

## Номинации
- Лучший фильм (с 1987)
- Лучший режиссёр (с 1944)
- Лучший актёр (с 1944)
- Лучшая актриса (с 1944)
- Лучший актёр второго плана (1944—1965, с 1981)
- Лучшая актриса второго плана (1944—1965, с 1981)
- Лучший сценарий (с 1945)
- Лучшая операторская работа (с 1944)
- Лучший грим (1992, с 2013)
- Лучшая музыка (с 1950)
- Лучший монтаж (с 1964)
- Лучший звук (с 1994)
- Лучшая работа художника-постановщика (с 1944)
- Лучший дизайн костюмов (с 1992)
- Лучший документальный фильм (1985, с 2002)